# Peter Hadland Davis
Peter Hadland Davis (1918-1992) was een Britse botanicus.
In 1937 ging hij als leerjongen werken bij Ingwersen's Alpine Plant Nursery, een kwekerij van alpiene planten in East Grinstead. Hier werd zijn interesse in planten aangewakkerd. In 1938 ging hij als amateur-botanicus naar Turkije en het Midden-Oosten. Na afloop van de Tweede Wereldoorlog in 1945 ging hij botanie studeren aan de University of Edinburgh, waar hij in 1949 zijn B.Sc. behaalde.
Davis bleef zijn hele beroepsleven werkzaam op de afdeling botanie van de University of Edinburgh. In 1950 werd hij benoemd tot lecturer ('universitair docent'). In latere jaren volgden benoemingen tot senior lecturer, reader en hoogleraar, een functie die hij tussen 1979 en 1985 bekleedde. In 1952 behaalde hij een Ph.D. met het proefschrift Taxonomy of Middle East Flora. Gedurende de jaren vijftig ondernam hij meerdere expedities om plantmateriaal te verzamelen in Koerdistan, Rusland, Noord-Afrika en diverse plekken in het Midden-Oosten.
In 1961 begon Davis met zijn werk aan de Flora of Turkey, een beschrijving in tien delen van de flora van Turkije. In 1985 voltooide hij dit werk, dat tegenwoordig als zijn 'magnum opus' wordt gezien. Een ander standaardwerk van zijn hand, was Principles of Angiosperm Taxonomy (1963), dat hij samen met Vernon Heywood schreef.
Davis ontving in zijn leven meerdere onderscheidingen. In 1958 onderscheidde de Royal Geographical Society hem met de Cuthbert Peek Medal voor zijn expeditie in Koerdistan. In 1982 ontving hij de Linnean Medal van de Linnean Society of London vanwege zijn bijdragen aan de kennis van de plantkunde. Hij werd benoemd tot honorair onderzoeksmedewerker van de Royal Botanic Garden Edinburgh. Hij was 'fellow' van de Linnean Society of London en de Royal Society of Edinburgh. Heywood vernoemde de plant Digitalis davisiana naar hem. Ter ere van Davis richtte de University of Edinburgh het 'Davis Expedition Fund' op om expedities en biologisch veldwerk van (oud)studenten van de universiteit te financieren.